# مارلین ویسینک
مارلین ویسینک (انگلیسی: Marleen Wissink؛ زادهٔ ۴ ژوئیهٔ ۱۹۶۹) بازیکن فوتبال اهل پادشاهی هلند است.
از باشگاه‌هایی که در آن بازی کرده‌است می‌توان به باشگاه فوتبال آینتراخت فرانکفورت (زنان) اشاره کرد.
وی همچنین در تیم ملی فوتبال زنان هلند بازی کرده‌است.